# Bulbophyllum polliculosum
Bulbophyllum polliculosum är en orkidéart som beskrevs av Gunnar Seidenfaden. Bulbophyllum polliculosum ingår i släktet Bulbophyllum och familjen orkidéer. Inga underarter finns listade i Catalogue of Life.